# Lekanesphaera hoestlandti
Lekanesphaera hoestlandti là một loài chân đều trong họ Sphaeromatidae. Loài này được Daguerre de Hureaux, Elkaim & Lejuez miêu tả khoa học năm 1965.